# Kunguromaritus guttatus
Kunguromaritus guttatus là một loài côn trùng trong họ Permithonidae thuộc bộ Neuroptera. Loài này được Vilesov miêu tả năm 1995.